# Elfingen
Elfingen é uma comuna da Suíça, situada no distrito de Brugg, no cantão de Argóvia. Tem 4,21 km² de área e sua população em 2018 foi estimada em 300 habitantes.